# Markus Schütz
Markus Schütz (* 12. Februar 1965 in Saarbrücken) ist ein deutscher Rechtsanwalt und Fachanwalt für Sportrecht, Arbeitsrecht und gewerblichen Rechtsschutz. Er ist Gründer und Inhaber der Kanzlei Schütz Rechtsanwälte und seit Anfang Juli 2024 Vorsitzender der Geschäftsführung der TSG 1899 Hoffenheim.

## Werdegang
Nach dem Abitur im Jahr 1984 am Willi-Graf-Gymnasium in Saarbrücken studierte Schütz Rechtswissenschaften an der Université de Bourgogne in Dijon, an der Queen Mary University of London, an der Ludwig-Maximilians-Universität München und an der Ruprecht-Karls-Universität Heidelberg, wo er 1991 das Erste juristische Staatsexamen ablegte. Von 1991 bis 1994 war Schütz Wissenschaftlicher Assistent von Erik Jayme am Institut für ausländisches und internationales Privat- und Wirtschaftsrecht der Universität Heidelberg. Während des Referendariats, das er 1994 mit der Zweiten juristischen Staatsprüfung in Stuttgart abschloss, war er in der Wirtschaftskanzlei Hunt & Hunt in Sydney tätig. 1995 promovierte er über das UN-Kaufrecht zum Dr. iur. utr. Ab 1994 war Schütz zunächst Richter am Verwaltungsgericht Karlsruhe und ab 2004 Richter am Verwaltungsgerichtshof Baden-Württemberg in Mannheim in der Funktion als Präsidialrichter. Von 2000 bis 2004 war er an das Justizministerium Baden-Württemberg in Stuttgart abgeordnet und leitete dort ein Personal- und das Dienstrechtsreferat. 2006 machte er sich als Rechtsanwalt in Karlsruhe selbständig, 2010 graduierte Schütz zum Master of Laws (LL.M.) mit dem sportrechtlichen Thema „Rechtliche Folgen der Verletzung vertraglicher Pflichten durch Lizenzfußballspieler“.

## Tätigkeitsfelder
Schütz hat sich auf das Sportrecht spezialisiert und vertritt vor allem Fußballclubs und Profisportler. Als erstem Rechtsanwalt in Baden-Württemberg wurde ihm die Bezeichnung Fachanwalt für Sportrecht verliehen.
Im Jahr 2009 vertrat Schütz den Fußball-Bundesligisten TSG 1899 Hoffenheim und die beiden Lizenzfußballspieler Christoph Janker und Andreas Ibertsberger vor dem DFB-Kontrollausschuss bzw. dem DFB-Sportgericht. Die beiden Spieler waren nach der Partie bei Borussia Mönchengladbach am 7. Februar 2009 zehn Minuten zu spät zur Dopingkontrolle erschienen, weil der Hoffenheimer Anti-Dopingbeauftragte vergessen hatte, die beiden Profis davon zu benachrichtigen und diese daher zunächst an einer Mannschaftssitzung teilgenommen hatten. Das Verfahren wurde sowohl von der Nationalen Anti-Doping Agentur (NADA) als auch von der Welt-Anti-Doping-Agentur (WADA) beobachtet. Den Spielern drohten Spielsperren bis zu zwei Jahren, der TSG 1899 Hoffenheim ein Punkteabzug. Das DFB-Sportgericht verurteilte die TSG 1899 Hoffenheim schließlich zu einer Geldstrafe in Höhe von 75.000 Euro, das Verfahren gegen die Spieler wurde eingestellt, da kein klassisches Dopingvergehen vorgelegen, sondern es sich um einen fahrlässig begangenen Verstoß gegen die Anti-Doping-Richtlinien des Deutschen Fußball-Bundes (DFB) gehandelt habe. Als Konsequenz aus diesem Verfahren führte der DFB zur Saison 2009/10 das bis heute bestehende „Chaperon-System“ bei Dopingkontrollen ein, um zu vermeiden, dass Manipulationen vorgenommen werden können.
Als Prozessbevollmächtigter der TSG 1899 Hoffenheim war Schütz 2013 an einem sportgerichtlichen Verfahren wegen eines Phantomtors beteiligt. Im Bundesligaspiel zwischen der TSG 1899 Hoffenheim gegen Bayer 04 Leverkusen am 18. Oktober 2013 hatte der Leverkusener Spieler Stefan Kießling den Ball seitlich ans Außennetz geköpft, woraufhin der Ball durch ein Loch im Netz ins Tor gelangt war und Schiedsrichter Felix Brych den Treffer anerkannt hatte. Hoffenheim legte Einspruch gegen die Wertung des Spiels ein, der jedoch vom DFB-Sportgericht abgewiesen wurde, da es sich bei dem Phantomtor um eine Tatsachenentscheidung des Schiedsrichters gehandelt habe. Das Phantomtor führte mit dazu, dass die Vereine der Fußball-Bundesliga im Dezember 2014 die Einführung der Torlinientechnik in der höchsten deutschen Spielklasse beschlossen. Im Juli 2015 begleitete Schütz für die TSG 1899 Hoffenheim den Wechsel des brasilianischen Nationalspielers Roberto Firmino von der TSG 1899 Hoffenheim zum FC Liverpool. Mit einer Ablösesumme in Höhe von 41 Millionen Euro handelte es sich um den bis zu diesem Zeitpunkt teuersten Transfer in der Bundesligageschichte.
Für den Karlsruher SC wurde Schütz im Fall „Bakery Jatta“ tätig sowie in der gerichtlichen Auseinandersetzung mit dem Sportrechtevermarkter Sportfive. Darüber hinaus begleitete er die Ausgliederung des wirtschaftlichen Geschäftsbetriebs des Karlsruher SC e.V. in eine GmbH & Co. KGaA. Er vertrat außerdem den Torwarttrainer Gerald Ehrmann, dem im März 2020 nach 24 Jahren im Amt sowie 36 Jahren im Verein vom 1. FC Kaiserslautern fristlos gekündigt worden war und dessen Rehabilitierung mehr als 10.000 Personen in einer Petition forderten. Um eine arbeitsrechtliche Angelegenheit ging es auch in dem Verfahren zwischen dem 1. FSV Mainz 05 und dem ungarischen Spieler Ádám Szalai, den Schütz im September 2020 anwaltlich vertrat. Die Mainzer versetzten Szalai in die zweite Mannschaft, woraufhin dessen Mannschaftskameraden in den ersten und bislang einzigen Spielerstreik in der Geschichte der Fußball-Bundesliga traten. Im Juni 2021 wurde bekannt, dass Schütz die TSG 1899 Hoffenheim sportrechtlich in dem Verfahren vor dem Bundeskartellamt vertritt, welches in einer vorläufigen Bewertung der 50+1-Regel im deutschen Profifußball die derzeit geltenden Ausnahmeregelungen für die Clubs Bayer Leverkusen, VfL Wolfsburg und TSG 1899 Hoffenheim als kartellrechtswidrig eingestuft hat.
Ein weiterer Tätigkeitsschwerpunkt von Schütz liegt auf dem Gebiet der Bekämpfung des „Ticketschwarzmarktes“. Er vertritt Ed Sheeran und seinen deutschen Konzertveranstalter FKP Scorpio beim Kampf gegen Ticketzweithändler wie Viagogo, ebenso wie u. a. die Elbphilharmonie, Live Nation Entertainment, die National Football League für ihre Spiele in Deutschland, die Professional Darts Corporation (PDC), die deutschen Bands Die Ärzte und Die Toten Hosen, das Wacken Open Air, die SAP Arena, „Das Fest“, die Rhein-Neckar-Löwen, die Adler Mannheim, den 1. FC Union Berlin, den FC St. Pauli, Fortuna Düsseldorf, den Karlsruher SC, den VfB Stuttgart, den 1. FC Kaiserslautern, Hansa Rostock, die TSG 1899 Hoffenheim, den 1. FC Magdeburg, den SV Darmstadt 98 sowie Betreiber von Festzelten auf dem Münchener Oktoberfest.
Zum 8. Juli 2024 wurde Schütz Vorsitzender der Geschäftsführung der TSG 1899 Hoffenheim Fußball-Spielbetriebs GmbH.
Schütz ist Inhaber des Hygge Verlages Karlsruhe und seit April 2021 Herausgeber der von ihm ins Leben gerufenen Fachzeitschrift Sportrecht und E-Sportrecht in der Praxis (SpoPrax), die mittlerweile im Nomos Verlag erscheint.

## Mitgliedschaften und Prüfertätigkeiten
Schütz ist Mitglied der Arbeitsgemeinschaften Sportrecht, Arbeitsrecht und Geistiges Eigentum & Medien beim Deutschen Anwaltsverein e.V, der International Sport Lawyers Association (ISLA) und des Hightech-Unternehmer-Netzwerk in der Technologieregion Karlsruhe. Seit 2019 ist er Vorsitzender des Vorprüfungsausschusses für die Verleihung der Fachanwaltsbezeichnung „Fachanwalt für Sportrecht“ der Rechtsanwaltskammern Karlsruhe, Freiburg und Tübingen. Er ist Prüfer in der ersten und zweiten juristischen Staatsprüfung sowie für die Eignungsprüfung europäischer Rechtsanwälte nach dem Gesetz über die Tätigkeit europäischer Rechtsanwälte in Deutschland. Er ist außerdem als Schiedsrichter bei der Schlichtungs- und Mediationsstelle für kaufmännische Streitigkeiten der Industrie- und Handelskammern Karlsruhe und Rhein-Neckar tätig.

## Publikationen (Auswahl)
- Pfeile auf dem Weg zu Gold: Wie die Sportart Dart olympisch werden könnte, in: SpoPrax (Sportrecht und E-Sportrecht in der Praxis) 2023, S. 351
- Eine kurze Geschichte der „50+1“- Regel, in: SpoPrax (Sportrecht und E-Sportrecht in der Praxis) 2023, S. 137
- Zur Unzulässigkeit der „Versetzung“ eines Lizenzfußballspielers in den Trainingsbetrieb der 2. Mannschaft, in: SpoPrax (Sportrecht und E-Sportrecht in der Praxis) 2021, S. 266
- Zur Befristung von Trainerverträgen im Profifußball wegen des Nachlassens der Motivationskraft, in: SpuRt (Zeitschrift für Sport und Recht) 2021, S. 198 (Co-Autoren: Lukas Schütz und Sebastian Schütz)
- Das Arbeitsrecht des Profisports – Praxishandbuch (Fischinger/Reiter) – Buchrezension, in: SpoPrax (Sportrecht und E-Sportrecht in der Praxis) 2021, S. 128
- Kündbarkeit von Vermarktungsagentur-Verträgen, Anm. zu LG Karlsruhe, Urt. v. 15. November 2019, Az. 3 O 32/19, in: SpuRt (Zeitschrift für Sport und Recht) 2020, S. 34
- Zur Korrektur unerträglicher Tatsachenentscheidungen von Schiedsrichtern, in: SpuRt (Zeitschrift für Sport und Recht) 2014, S. 53
- Arbeitsverweigerung durch Lizenzfußballspieler – die Fälle Jefferson Farfán und Demba Ba, in: SpuRt (Zeitschrift für Sport und Recht) 2011, S. 54
- Rechtliche Folgen der Verletzung vertraglicher Pflichten durch Lizenzfußballspieler (Europäische Hochschulschriften Recht, Band 5147). Peter Lang GmbH, Internationaler Verlag der Wissenschaften 2011, ISBN 3-631-60616-8 / ISBN 978-3-631-60616-2
- Zur Zulässigkeit von Zensuren für Spielerberater und -vermittler im Internet, SpuRt (Zeitschrift für Sport und Recht) 2010, S. 16
- Wichtigste Änderungen der Anti-Doping-Bestimmungen des Deutschen Fußball-Bundes, SpuRt (Zeitschrift für Sport und Recht) 2009, S. 235
- UN-Kaufrecht und Culpa in contrahendo (Studien zum vergleichenden und internationalen Recht / Comparative and International Law Studies, Band 33). Peter Lang GmbH, Internationaler Verlag der Wissenschaften 1996, ISBN 978-3-631-49987-0.
- Kurzvortrag – Öffentliches Recht: Die Änderung des Familiennamens, in: JuS (Juristische Schulung) 1995, S. 255
- Der praktische Fall – Bürgerliches Recht: Ärger mit dem Spielcomputer, in: JuS (Juristische Schulung) 1993, S. 742 (mit Erik Jayme)